# Calling Time
Calling Time (w Meksyku wydany również jako Calling Time World) – czwarty album studyjny szwedzkiego muzyka Basshuntera, wydany 13 maja 2013 roku.
Album promowany był singlami „Saturday”, „Fest i hela huset”, „Northern Light”, „Dream on the Dancefloor”, „Crash & Burn” oraz „Calling Time”. Gościnnie na albumie wystąpiły: Dulce María, Kerry Katona oraz Sandra i inni. Album znalazł się na 25. miejscu amerykańskiej listy Dance/Electronic Albums.

## Realizacja
Basshunter rozpoczął pracę nad albumem w pierwszej połowie 2010 roku, wtedy też ogłosił, że na albumie znajdzie się singel „Saturday”, który został wydany przez Warner Music Sweden 5 lipca 2010 roku. Początkowo planowano, że utwory na albumie będą w stylu pop i eurodance, a album ukaże się w styczniu lub lutym 2011 roku. Basshunter produkował dwa–trzy utwory demonstracyjne dziennie, każdego dnia pisał też teksty. Prace nad albumem jednak się przedłużały; już w styczniu 2011 roku poinformowano o pierwszym przesunięciu planowanego terminu wydania albumu, wskazano też, iż utwory będą bardziej w stylu trance i dance. Kolejne miesiące przynosiły następne informacje o przesunięciach terminu wydania albumu oraz informacje na temat jego planowanej zawartości. W kwietniu 2011 roku artysta nagrał z uczestnikami szwedzkiej edycji programu Big Brother drugi singel z albumu, „Fest i hela huset”. Opublikowano również cztery utwory w wersjach demonstracyjnych. W tym samym miesiącu ogłoszono, że Basshunter pracuje z Kerry Katoną nad nowym utworem o tytule „You’re Not Alone”, ujawniony został również fragment tekstu utworu. Piosenka mogłaby by być wersją „When Love Takes Over” Davida Guetty i Kelly Rowland. Podczas czerwcowych koncertów Basshunter wykonał dwa utwory z albumu: „Calling Time” i „Dream on the Dancefloor”. W lipcu artysta ogłosił, że album będzie mieszanką różnych gatunków muzyki, m.in. trance, będzie to klasyczny dźwięk Basshuntera tak samo jak wokal, utwory będą melodyjne, a ich refreny będą chwytliwe. Kolejne dwie piosenki mające znaleźć się na płycie Basshunter wykonał na żywo w styczniu 2012 roku w Nottingham. 9 lutego 2012 roku ujawniono utwory „All the People”, „Flesh and Blood”, „I Will Never Ever Turn around”, „The Art of Transformation” oraz „What Do You Feel Like Today”. Wykonawca pracował także nad muzyką dubstepową.
21 kwietnia 2012 roku odbyła się telewizyjna premiera trzeciego singla zatytułowanego „Northern Light”. Singel został wydany na płycie CD w maju przez 3Beat Productions. W lipcu Basshunter poinformował, że na albumie znajdą się nowe wersje utworów „Sandra I Don't Wana Be Alone” i „Ellinor”, a także nowy utwór „Open Your Eyes”, będący aranżacją utworu Koko. 18 listopada 2012 roku czwarty singiel, „Dream on the Dancefloor” został wydany w dystrybucji elektronicznej przez 3Beat Productions. 21 listopada został opublikowany film Basshunter in Magaluf !! – Featuring – Dream on the Dance Floor promujący album (zawiera on między innymi fragmenty „Far Away” i „Calling Time” oraz nową wersję „Dream on the Dancefloor”). W styczniu 2013 roku na kompilacji Techno4ever.FM Vol.1 został wydany utwór z nowego albumu zatytułowany jako „Far Far Away”, który jest aranżacją utworu Erika Vee. 20 lutego nowa wersja „Dream on the Dancefloor” została wydana przez Roster Music w Hiszpanii.
W lutym 2013 roku Basshunter nagrywał nowe utwory z członkami zespołu Ultrabeat. W marcu artysta opublikował cztery utwory z nowego albumu, są to m.in. wersja demonstracyjna „Calling Time” i „Open My Eyes”, wykonał też nowy utwór podczas koncertu w Dallas. Basshunter tłumaczył kolejne przesunięcia terminów wydania albumu: chciał zrobić coś nowego, innego niż dotychczas, oraz trafić do nowych fanów. Na początku kwietnia wykonawca opublikował kolejną wersję utworu demonstracyjnego o tytule „Pitchy”. Na początku maja ujawniono okładkę albumu i jego tytuł. Basshunter ogłosił, że nagrał ponad 30 utworów i wersji demonstracyjnych by wybrać ostateczne 15, które znajdą się na albumie. Chciał rozwijać się jako artysta i współpracować z innymi wykonawcami z różnych krajów, na tym albumie jest więcej gościnnych wykonawców i producentów niż na dotychczasowych jego albumach. 8 maja artysta stwierdził, że album po raz pierwszy ukaże się w Republice Południowej Afryki, najpóźniej w tym miesiącu. 15 maja Basshunter ogłosił, że na albumie znajdzie się 15 utworów i kilka remiksów, wybrał je z 30 wersji demonstracyjnych. Wiele wybranych utworów zawiera w sobie elementy muzyki dance-pop oraz electro. Album został wydany przez Gallo Record Company 13 maja na płycie CD i w dystrybucji elektronicznej.
20 czerwca 2013 roku piąty singiel „Crash & Burn” został wydany w dystrybucji elektronicznej przez Broma 16 i Rush Hour. 8 lipca Basshunter opublikował utwór „From Lawnmover to Music Master”. Poszczególne wersje albumu różnią się pod względem zawartości. Każda piosenka na albumie jest unikalna, utwory mają wysokie tempo i są tak energiczne jak starsze utwory Basshuntera. Album był nieoficjalnie gotowy na ponad rok przed jego wydaniem w lipcu, po próbach nowego sprzętu, dźwięku, wtyczek i programów komputerowych Basshunter postanowił wykorzystać nowo–poznane dźwięki w swoich czterech lub pięciu utworach. Okazało się, że pozostałe utwory nie pasowały już do nowych dźwięków, dlatego artysta zdecydował się przerobić i odtworzyć utwory.
Album został wydany w dystrybucji elektronicznej 22 lipca przez Warner Music Sweden w krajach nordyckich (z wyjątkiem Islandii), dzień później album został wydany przez Broma 16 i Rush Hour w kilkudziesięciu krajach. W wersji brytyjskiej i irlandzkiej, utwór „Saturday” został zastąpiony przez „Open Your Eyes”. 30 lipca wytwórnia Balloon Records opublikowała film Basshunter – Calling Time // Album Snippet Mix promujący album. 2 sierpnia album został wydany w dystrybucji elektronicznej przez Balloon Records w Austrii, Niemczech i Szwajcarii.
16 sierpnia album został wydany przez Central Station Records w dystrybucji elektronicznej i na płycie CD w Australii. 23 sierpnia album został wydany w Nowej Zelandii przez Warner Music na płycie CD (wydana została również wersja w dystrybucji elektronicznej). 17 września album został wydany przez Ultra Records w dystrybucji elektronicznej w Stanach Zjednoczonych i Kanadzie. W tym czasie została opublikowana piosenka „I’ve Got You Now”. 27 września szósty singel „Calling Time” został wydany w dystrybucji elektronicznej przez Balloon Records. 1 października pod nazwą Calling Time World album został wydany w dystrybucji elektronicznej przez +Mas Label i Empo w Meksyku.
15 października album został wydany na płycie CD przez Torgovyy Soyuz w Rosji. Album został wydany również na płycie CD przez Universal Music Mexico w Meksyku.
W listopadzie Basshunter ogłosił konkurs, którego zwycięzca otrzymał egzemplarz albumu z jego autografem.
Pod koniec listopada Basshunter opublikował utwór „Hard Dance” w wersji demonstracyjnej, wraz z okładką albumu.
13 stycznia 2014 roku album został wydany w dystrybucji elektronicznej w Polsce i Bułgarii przez Magic Records.
2 kwietnia 2014 roku Basshunter opublikował utwór „Pitchy”.

### Teksty i przemyślenia wykonawcy
Basshunter, stwierdził, że „Rise My Love” wiele dla niego znaczy. Jego ulubionym utworem z albumu jest „Crash & Burn” i „Calling Time”, a także „From Lawnmower to Music”, utwór, który mógł stworzyć w wieku 17 lat, nigdy nie słyszał on podobnej piosenki, stąd pomysł. Do napisania utworu „Crash & Burn” artysta znalazł inspirację między innymi poprzez obserwację ludzi, ich działań i myśli. Muzyk chciał uczynić utwór szalonym.

## Lista utworów
| Wersja wydana 13 maja 2013 roku | Wersja wydana 13 maja 2013 roku            | Wersja wydana 13 maja 2013 roku |
| Nr                              | Tytuł                                      | Długość                         |
| ------------------------------- | ------------------------------------------ | ------------------------------- |
| 1.                              | „Saturday”                                 | 3:00                            |
| 2.                              | „Dream on the Dancefloor”                  | 3:12                            |
| 3.                              | „Crash & Burn”                             | 3:08                            |
| 4.                              | „Wake Up Beside Me” [feat. Dulce María]    | 2:41                            |
| 5.                              | „Calling Time”                             | 3:07                            |
| 6.                              | „Far Away”                                 | 3:42                            |
| 7.                              | „I’ve Got You Now”                         | 3:10                            |
| 8.                              | „You’re Not Alone”                         | 2:57                            |
| 9.                              | „Rise My Love”                             | 2:33                            |
| 10.                             | „Pitchy”                                   | 2:15                            |
| 11.                             | „I Came Here to Party”                     | 2:48                            |
| 12.                             | „Dirty” [feat. Sandra]                     | 2:53                            |
| 13.                             | „Lawnmover to Music”                       | 4:21                            |
| 14.                             | „Fest i hela huset”                        | 2:50                            |
| 15.                             | „Northern Light”                           | 2:49                            |
| Utwory dodatkowe                |                                            |                                 |
| 16.                             | „Far Away” [Josh’s Big Room Remix]         | 4:55                            |
| 17.                             | „Dream on the Dancefloor” [Rude Dog Remix] | 5:10                            |
| 18.                             | „Northern Light” [Candlelight Version]     | 3:09                            |

| Wersja wydana w Irlandii i Wielkiej Brytanii | Wersja wydana w Irlandii i Wielkiej Brytanii         | Wersja wydana w Irlandii i Wielkiej Brytanii |
| Nr                                           | Tytuł                                                | Długość                                      |
| -------------------------------------------- | ---------------------------------------------------- | -------------------------------------------- |
| 1.                                           | „Dirty” (feat. Sandra)                               | 2:53                                         |
| 2.                                           | „Crash & Burn”                                       | 3:09                                         |
| 3.                                           | „Dream on the Dancefloor” [Radio Edit]               | 3:12                                         |
| 4.                                           | „Calling Time”                                       | 3:07                                         |
| 5.                                           | „Far Away”                                           | 3:42                                         |
| 6.                                           | „Rise My Love”                                       | 2:33                                         |
| 7.                                           | „I’ve Got You Now”                                   | 3:11                                         |
| 8.                                           | „You’re Not Alone”                                   | 2:57                                         |
| 9.                                           | „Wake Up Beside Me” (feat. Dulce María)              | 2:41                                         |
| 10.                                          | „Northern Light” [Original Mix]                      | 2:49                                         |
| 11.                                          | „Open Your Eyes”                                     | 3:00                                         |
| 12.                                          | „Fest i hela huset” (feat. Sweden Big Brother House) | 2:51                                         |
| 13.                                          | „Lawnmower to Music”                                 | 4:21                                         |
| 14.                                          | „Pitchy Track”                                       | 2:16                                         |
| 15.                                          | „I Came Here to Party”                               | 2:48                                         |
| 16.                                          | „Far Away” [Josh’s Big Room Remix]                   | 4:56                                         |
| 17.                                          | „Dream on the Dancefloor” [Rude Dog Remix]           | 5:10                                         |
| 18.                                          | „Northern Light” [Candlelight Version]               | 3:09                                         |

## Odbiór

### Pozycje na listach przebojów
| Państwo           | Lista (2013)            | Najwyższa pozycja |
| ----------------- | ----------------------- | ----------------- |
| Stany Zjednoczone | Dance/Electronic Albums | 25                |

### Single
| Rok                            | Tytuł                                 | Najwyższe pozycje na listach przebojów | Najwyższe pozycje na listach przebojów | Najwyższe pozycje na listach przebojów | Najwyższe pozycje na listach przebojów | Certyfikat   | Sprzedaż     |
| Rok                            | Tytuł                                 | SWE                                    | GBR                                    | IRL                                    | NZL                                    | Certyfikat   | Sprzedaż     |
| ------------------------------ | ------------------------------------- | -------------------------------------- | -------------------------------------- | -------------------------------------- | -------------------------------------- | ------------ | ------------ |
| 2010                           | „Saturday”                            | –                                      | 21                                     | 37                                     | 14                                     | - NZL: złoto | - NZL: 7 500 |
| 2011                           | „Fest i hela huset” (vs. Big Brother) | 5                                      | –                                      | –                                      | –                                      |              |              |
| 2012                           | „Northern Light”                      | –                                      | –                                      | –                                      | –                                      |              |              |
| 2012                           | „Dream on the Dancefloor”             | –                                      | –                                      | –                                      | –                                      |              |              |
| Wydane po albumie              |                                       |                                        |                                        |                                        |                                        |              |              |
| 2013                           | „Crash & Burn”                        | –                                      | –                                      | –                                      | –                                      |              |              |
| 2013                           | „Calling Time”                        | –                                      | –                                      | –                                      | –                                      |              |              |
| „–” pozycja nie była notowana. |                                       |                                        |                                        |                                        |                                        |              |              |